# Johannes Latomus
Johannes Latomus, flämisch Jan/Jean/Johann Steenhouwer/Steenhauwer, (* 1523 in Bergen op Zoom; † 1. August 1578 in Antwerpen) war ein flämischer Augustiner-Chorherr und späterer Prior sowie Autor und Chronist.

## Leben
Johannes Latomus wurde im Jahr 1523 als Sohn von Jacob Steenhauwer und Margaretha Vordeelsin in Bergen op Zoom in den heutigen Niederlande geboren. 1544 trat er in das Augustinerkloster Marientroon bei Grobbendonk (heute Belgien) ein. Sieben Jahr später wurde er dort zum Klosterprior ernannt und hatte dieses Amt bis zu seinem Tod inne. Im Zuge seiner Tätigkeit vereinigte Latomus 1555 die Güter des verlassenen Klosters in Reimerswaal mit denen Marientroons. 1567 bewirkte er die Vereinigung der Augustinerklöster Vredenberg und Mushagen.  Er war mehrmals Visitator der Windesheimer Kongregation, der seine Klöster angehörten. Als Delegat vertrat er die Angelegenheiten der Kongregation auch 1573 in Rom vor Papst Gregor XIII. 
Im Jahr 1578 verstarb Latomus in Antwerpen auf dem Rückweg aus Rom und wurde im dortigen Falcontinnenkloster begraben.

## Werke/Schriften
- Elogia doctorum virorum ab avorum memoria publicatis ingenii monumentis illustrium. Authore Paulo Iouio Nouocomense, Episcopo Nucerino. Praeter noua Ioan. Latomi Bergani in singulos Epigrammata adiecimus ad priora Italicae editionis, illustrium aliquot Poëtarum alia, Antverpiae, Ioannes Bellerus, 1557 (Digitalisat).
  - Johannes Latomus erweiterte Paolo Giovios Elogia um 67 Gedichte diverser Autoren sowie 148 aus eigener Feder. Außerdem fügte er zusätzliche Widmungs- bzw. Lobgedichte am Anfang und am Ende hinzu und nahm ein paar redaktionelle Eingriffe vor, hauptsächlich hinsichtlich der Anordnung der Gedichte.[2]
- Corsendonca. Sive coenobii canonicorum regularium ordinis S. Augustini de Corsendoncq origo et progressus. Auctore Ioanne Latomo Throni Mariani iuxta Herentaliam Coenobiarcha. Ioannes Hoybergius S.T.B.F. prio Corsendoncanus  nunc primum edidit, continuavit, & notationibus illustravit. Quibus non solum multa quae ad Brabantiae historiam pertinent, sed et variorum Coenobiorum origines e tenebris eruuntur, Antverpiae, Hieronymus Verdussius, 1644 (Digitalisat).
  - Die Chronik des Klosters Corsendonk wurde von Johannes Latomus begonnen und von Johannes Hoyberg, einem seiner Nachfolger als Prior, weitergeführt. Hoyberg verfasste zudem eine Einleitung, fügte ausführliche Notizen hinzu und publizierte das Werk 1644. Bereits seit dem 17. Jh. wird die Corsendonca regelmäßig fälschlicherweise einem anderen Johannes/Johann Latomus zugeschrieben. Dieser lebte etwa zu selben Zeit und war ein bekannter Kleriker und Chronist aus Frankfurt am Main.[3]